# ウスタシュ4世 (ブローニュ伯)
ウスタシュ4世（仏 : Eustache IV / 英 : Eustace IV, 1127年 - 1153年8月17日）は、中世フランスの諸侯ブロワ家の家長であり、ブローニュ伯（在位：1146年 - 1153年）の爵位を有した貴族である。イングランド王スティーブンとブローニュ女伯マティルド・ド・ブローニュの長男として生まれ、ギヨーム1世（ウィリアム）とマリーの兄のであった。先のイングランド王ヘンリー1世が1135年に崩御した際にイングランド王位を獲得した父スティーブンの王位継承者のとなっていたものの、スティーブン王より先に亡くなった。

## 生涯
スティーブン王の王位継承者とされ、イングランドが無政府時代に入った頃の1137年、父の指示でフランス王ルイ7世に臣従、翌1138年に王妹コンスタンスと婚約してフランスの支持を取り付けた。しかし、1151年に又従弟に当たるノルマンディー公アンリ（後のイングランド王ヘンリー2世）がルイ7世に臣従してノルマンディー公位を承認してもらうと、対抗心を燃やした父の画策で共治王に戴冠される予定だったが、カンタベリー大司教シオボルド・オブ・ベックに反対され、ローマ教皇やイングランドの教会の協力も得られず実現しなかった。
母の死の前年にブローニュ伯を継承していたが、1153年1月にアンジュー伯も継承したアンリがイングランドへ上陸、対する父は病気と母の死で気力が衰え、ベックと叔父のウィンチェスター司教ヘンリーの仲裁でアンリとの和睦を模索した。ウスタシュは和睦に反対してベックの領地を荒らし回ったが、8月17日に急死。偶然にも同日、大陸に残っていたアンリの妻アリエノール・ダキテーヌが息子ギヨーム9世を産んでいた。
これにより更に気落ちした父は和睦に傾き、ブローニュ伯はウスタシュの弟ギヨームが継承したが、イングランド王位はアンリを継承者とする取り決めがなされた（ウォーリングフォード協定、ウィンチェスター協定とも）。遺体は父が建立に携わったケント・フェヴァーシャム修道院で両親と共に埋葬された。
フランス王ルイ6世の娘でルイ7世の妹コンスタンスと1140年に結婚したが、子供はなかった。コンスタンスは後にトゥールーズ伯レーモン5世と再婚した。